# Paweł Ziemkiewicz
Paweł Ziemkiewicz (ur. 1961) – polski biolog, tłumacz, krytyk filmowy, redaktor i publicysta czasopism „Fenix”, „Fantasy”, były szef działu literatury obcej miesięcznika „Nowa Fantastyka”. Były redaktor telewizji RTL-7.
W 2007 roku, z okazji 25-lecia „Fantastyki” i „Nowej Fantastyki”, otrzymał honorową odznakę „Zasłużony dla Kultury Polskiej”.

## Przekłady
Tłumacz współpracował w przygotowaniu polskich edycji z Pauliną Braiter-Ziemkiewicz:
- Peter David(inne języki) – Batman na zawsze (z Pauliną Braiter-Ziemkiewicz)
- Stephen King – Danse Macabre (z Pauliną Braiter-Ziemkiewicz)
- John Brosnan – Inwazja Opoponaksów
- Jenny Sutcliffe – Jak utrzymać sprawne ciało?: zapobieganie kontuzjom i ich leczenie
- Isaac Asimov – Kamyk na niebie (z Pauliną Braiter-Ziemkiewicz)
- Ray Bradbury – Kroniki marsjańskie (z Pauliną Braiter-Ziemkiewicz)
- Victoria Holt(inne języki) – Maska Czarodziejki
- Lee Wilkinson(inne języki) – Miodowy miesiąc w Hongkongu
- James A. Michener – Słoneczna laguna(inne języki)
- Charles Grant(inne języki) – Wir

## Życie prywatne
Brat Rafała Ziemkiewicza. Mąż Pauliny Braiter-Ziemkiewicz.